# Гетто в Шарковщине (Витебская область)
Гетто в Ша́рковщине (июль 1941 — 18 июня 1942) — еврейское гетто, место принудительного переселения евреев посёлка Шарковщина Витебской области и близлежащих населённых пунктов в процессе преследования и уничтожения евреев во время оккупации территории Белоруссии войсками нацистской Германии в период Второй мировой войны.

## Оккупация Шарковщины и создание гетто
Немецкие войска заняли Шарковщину 30 июня 1941 года, и оккупация длилась 3 года — до 1 июля 1944 года.
Оккупанты включили Шарковщину в состав Глубокского гебита генерального округа Белорутения.
Ещё до прихода немцев в местечко из соседних деревень приехали на телегах крестьяне устраивать еврейский погром. Однако Эля Миндель сразу же организовал из евреев отряд самообороны, который разогнал погромщиков. В ту же ночь кто-то из местных донес немцам, что «банда евреев напала на мирных белорусов», и в Шарковщину прибыл отряд немцев и полицаев.
После обысков и поисков «бандитов» немцы организовали в Шарковщине из местных коллаборационистов вооруженную полицию, во главе которой поставили бывшего польского офицера Марьяна Данилецкого, а его заместителем — Михаила Кленовского. Возглавив отряд полицаев, Данилецкий арестовал трёх евреев: Элю Минделя, Цодика Розова и сапожника Арона (по другим данным: Залмана Мушката, Гитла Минделя, Цодика Розова, Раю Фридман). Их заставили вырыть себе могилы, и полицаи под командой немцев всех расстреляли — это была первая «акция» (таким эвфемизмом гитлеровцы называли организованные ими массовые убийства) в местечке.
Через несколько дней после этого расстрела в местечке появились регулярные части вермахта. В качестве развлечения они взяли примерно 25 старых евреев, заставили их таскать бегом улья со пчелами, а сами хохотали над измученными людьми с опухшими от пчелиных укусов лицами.
Реализуя нацистскую программу уничтожения евреев, немцы создавали гетто почти во всех городах и населённых пунктах Беларуси, где проживало еврейское население. Так и в Шарковщине сразу после захвата (в октябре-ноябре 1941 года) оккупанты организовали гетто, согнав туда 1600 (более 1900) человек.
В Шарковщине были созданы два гетто на окраинах посёлка. Одно — для трудоспособных евреев в возрасте 17-50 лет, второе — для стариков, женщин, и детей. Одно гетто находилось на углу нынешних улиц Кирова и Энгельса, а второе — на правом берегу реки Дисна.
Для исполнения своих приказов в отношении евреев и организации рабского труда немцы приказали организовать в гетто юденрат и еврейскую полицию. Руководителями юденрата были назначены Гиршель Беркун и Ехиель Липшин.
В гетто Шарковщины также согнали и евреев из деревень всего района — из Германовичей, Бильдюгского сельсовета (176 человек или 50 семей), Шкунтиков Радюковского сельсовета (7 семей — всего 28 человек)  и других.

## Условия в гетто
Гетто в Шарковщине было закрытого типа, и было огорожено колючей проволокой и высоким деревянным забором, который охраняли полицаи. Узникам категорически запрещалось самовольно выходить из гетто и общаться с неевреями.
Евреев обязали носить на одежде жёлтую шестиконечную звезду.
Евреям приказали сдать все имущество и запретили забрать с собой в гетто домашний скот, еду и одежду, позволив взять только минимум вещей.
Мужчин каждое утро в пять часов полицаи гнали на принудительные тяжелые работы. Рабский труд евреев использовался на разгрузке вагонов на железнодорожной станции, на сельхозработах, на строительстве моста через реку Диснянка, на ремонте и строительстве дорог.
Каждому работающему немцы выделяли на сутки только 100 грамм хлеба, а тем, кто был не в состоянии работать, никакой еды не давали. Юденрат прилагал максимальные усилия, пытаясь добыть для узников хоть сколько-нибудь еды. Узники старались продержаться всеми способами — ночами ловили рыбу в реке, меняли у крестьян вещи на картошку, лук или свеклу, но все равно люди, особенно дети и старики, умирали от голода и болезней. Узников гетто постоянно избивали, грабили и убивали.
Несколько раз немцы под угрозой полного уничтожения гетто заставляли евреев собирать определённое количество золота в качестве контрибуции.

## Уничтожение гетто
В мае-июне 1942 года немцы и полицаи устроили ряд погромов в гетто. Узников расстреливали, забрасывали гранатами, сжигали из огнеметов. За это время были убиты более 800 (1200, 500) человек. Более 400 евреев сгорели заживо, уцелели 396 человек.
18 июня 1942 года в три часа ночи гетто окружила зондеркоманда. Евреев выгнали из своих домов, а пьяные немцы и «бобики» (так в народе презрительно называли полицаев) стреляли в тех, кто отказывался выходить, кидали гранаты в дома или поджигали их. Толпу узников погнали к ямам в 150 метрах на восток от местечка на правом берегу реки Дисна за маслозаводом на улице Набережной. Когда люди поняли, что их неминуемо убьют, толпа обреченных с криками бросилась бежать в разные стороны. Немцы и полицаи стреляли по ним, но часть узников добежала до леса и скрылась. Один еврей укрылся в сарае местного жителя и стрелял в карателей.
Тела убитых скинули в глубокую канаву рядом с рекой. Руководил расстрелом немецкий офицер.
В скором времени немцы схватили около 300 из сбежавших евреев и расстреляли их. И в дальнейшем оккупанты ещё долго искали и убивали спасшихся евреев. Из них 160 человек были убиты на еврейском кладбище.
В июле 1942 года гебитскомиссар издал приказ о переселении в Глубокское гетто оставшихся в живых евреев из Шарковщины, Друи, Миор, Браслава, Германовичей и других 35 городов и местечек, уверяя, что отныне евреи не должны бояться, потому что их больше не будут убивать и гарантируют жизнь. Нацистская ложь сработала, и часть прятавшихся в округе евреев, погибая от голода, болезней и преследования, собрались в Глубокское гетто, где были убиты.
Точное число жертв геноцида евреев в Шарковщине за время оккупации неизвестно — предположительно, около 1000 человек.

## Сопротивление
Председатель юденрата Ехиель Липшин постоянно был связан с партизанами, а его братья лично воевали в рядах партизан.
Сбежавшие узники Шарковщинского гетто создали свой еврейский партизанский отряд, в котором спасались также старики, женщины и дети.
Во втором гетто, где был собраны взрослые мужчины, была организована подпольная группа, искавшая брошенное красноармейцами при отступлении оружие, и несколько человек сбежали в лес к партизанам.

## Случаи спасения и «Праведники народов мира»
Четыре человека из Шарковщины были удостоены почетного звания «Праведник народов мира» от израильского мемориального института «Яд Вашем» «в знак глубочайшей признательности за помощь, оказанную еврейскому народу в годы Второй мировой войны». Это Ольшевская Теодора и её дети Анна, Казимир и Микульская Юзефа, которые спасли семью Номкиных: Мартина и его жену Беллу, Гирша и его жену Михалину, Иехуду, Эстер, Йехудит и её мужа Мориса.

## Память
Опубликованы неполные списки евреев, убитых нацистами и полицаями в посёлке Шарковщина.
Выше места расстрела родственники убитых поставили бетонную ограду, чтобы вода не заливала братскую могилу, а в 1992 году установили памятник жертвам Катастрофы. Памятник находится на юго-восточной окраине посёлка, возле реки Дисна, с надписью на иврите и русском языках (дата расстрела указана неправильная).
В 2010 и 2015 годах в Шарковщине установлены ещё два памятника погибшим евреям.
В двух километрах от деревни Мельница (Станиславовский сельсовет), на окраине леса (61 квартал Половского лесничества) на месте расстрела бежавшей из Шарковщины и пойманной нацистами еврейской семьи (жена, муж и пятеро детей) школьники и преподаватели Слободской средней школы установили памятный знак с надписью: «Здесь в январе 1943 г. расстреляна еврейская семья из 7 человек».